# Bauern-Polka
Bauern-Polka (Polka dei contadini) op. 276, è una polka francese di Johann Strauss (figlio).
Quando Johann Strauss compose la sua Bauern-polka non poteva avere di certo idea del furore che il suo lavoro avrebbe suscitato al momento della prima esecuzione, ad un concerto di beneficenza, a Pavlovsk, il 29 agosto 1863.
Soltanto due giorni dopo Strauss scrisse in una lettera indirizzata al suo editore di Vienna:
(Johann Strauss jr.)
Perfino lo zar Alessandro II, che spesso assisteva ai concerti di Strauss, domandò di poter ascoltare il brano.
Ancora oggi, quando questo brano viene eseguito, il ritornello del brano viene cantato dai membri dell'orchestra.